# Jerzy Zegalski
Jerzy Zegalski (ur. 28 marca 1927 w Poznaniu, zm. 9 listopada 2007 w Krakowie) – polski reżyser teatralny, dyrektor artystyczny teatrów, tłumacz sztuk teatralnych, profesor sztuki dramatycznej.

## Życiorys
Był pracownikiem naukowym Instytutu Sztuki Polskiej Akademii Nauk (1949-1950), wieloletnim wykładowcą, dziekanem i prodziekanem Wydziału Reżyserii Dramatu (1974-81 oraz 1993-1996) i prorektorem Państwowej Wyższej Szkoły Teatralnej im. Ludwika Solskiego w Krakowie (1975-78), wykładowcą Państwowej Wyższej Szkoły Teatralnej im. Aleksandra Zelwerowicza w Warszawie (1978-1981) i Uniwersytetu Śląskiego w Katowicach (1981-82), prodziekanem na Akademii Muzycznej w Krakowie (1993-1996). Jego wychowankami na krakowskiej reżyserii byli m.in. Mikołaj Grabowski, Krystian Lupa oraz Tadeusz Bradecki.
Pracował na stanowisku reżysera w Teatrze Polskim w Poznaniu i Teatrze Nowym w Poznaniu (1950-1953), Operetce Śląskiej w Gliwicach (1954-1955), Operze Śląskiej (1955-1957), Teatrze im. Juliusza Osterwy w Lublinie (1960-1961), Teatrze im. Juliusza Słowackiego w Krakowie (1975-1977). Był kierownikiem literackim Teatru Ludowego w Krakowie (1957-1958) za dyrekcji Krystyny Skuszanki.
Pełnił obowiązki dyrektora artystycznego Teatru im. Stefana Jaracza w Olsztynie (1953-1954), Teatru Ziemi Lubuskiej w Zielonej Górze (1958-1960), Teatru Dramatycznego im. Aleksandra Węgierki w Białymstoku (1961-1967 oraz 1977-1981), Teatru Polskiego w Poznaniu (1967-1970), Teatru Nowego w Łodzi (1970-1974) i Teatru Śląskiego im. Stanisława Wyspiańskiego w Katowicach (1981-1992). Jerzy Zegalski był laureatem wielu nagród teatralnych, m.in. na Festiwalu Teatrów Polski Północnej w Toruniu oraz Złotej Maski (1989) za reżyserię pierwotnej wersji dramatu "Caligula" Alberta Camusa w Teatrze Śląskim.
W latach 1946–1948 był członkiem PPR, od 1949 roku należał do PZPR. W 1959 roku był delegatem na III Zjazd PZPR, w latach 1979–1980 był członkiem Komitetu Miejskiego PZPR.
W czasach PRL był odznaczony m.in.: Krzyżem Kawalerskim Orderu Odrodzenia Polski, Złotym Krzyżem Zasługi i odznaką Zasłużony Działacz Kultury.
Pochowany na Cmentarzu Salwatorskim w Krakowie (sektor J, rząd 1, numer grobu - 18).

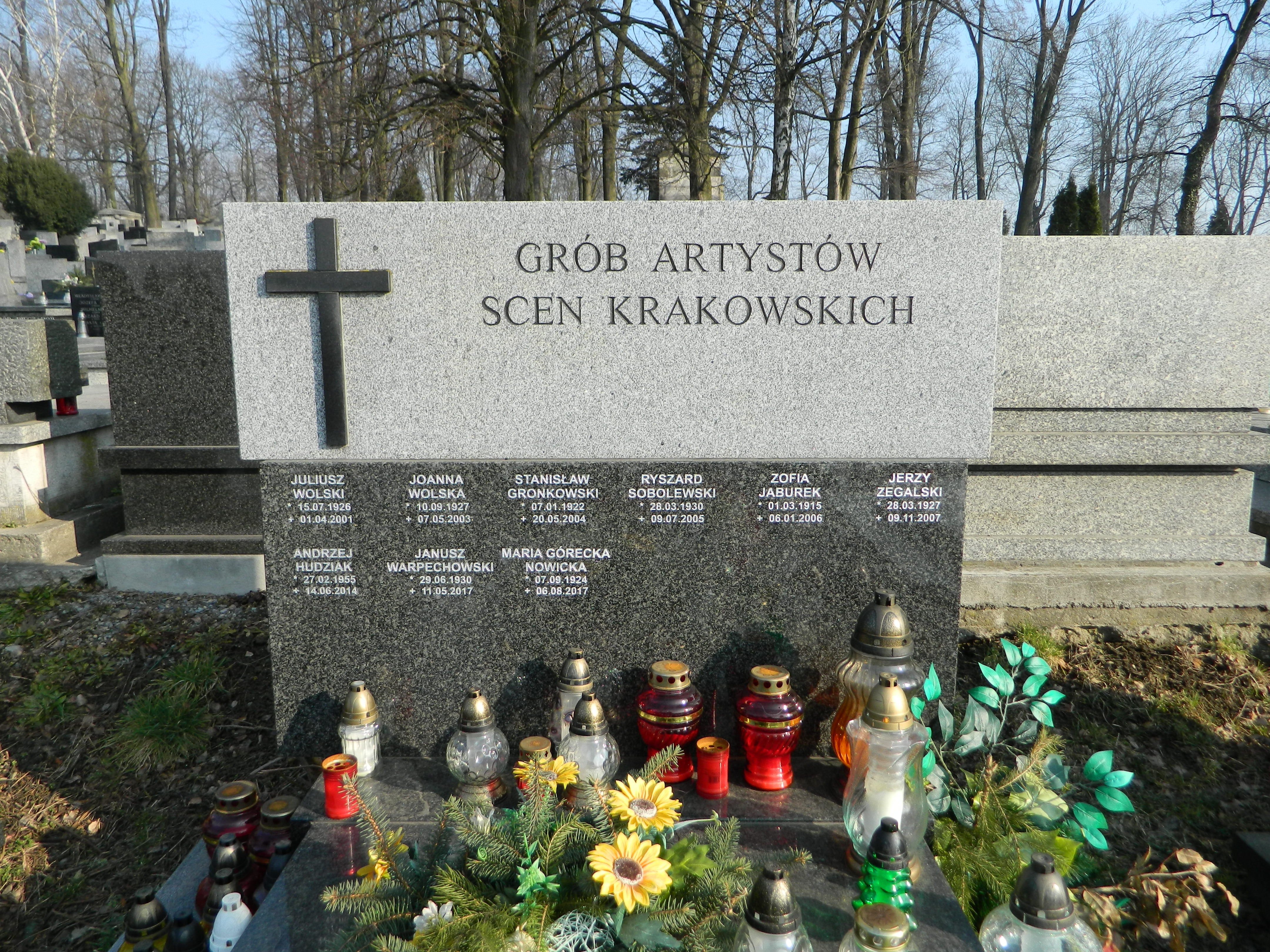
Grób Jerzego Zegalskiego na Cmentarzu Salwatorskim w Krakowie